# Santa Maria de Jerusalem
Santa Maria de Jerusalem fou un antic monestir de Barcelona, situat prop de l'Hospital de la Santa Creu, a l'emplaçament de l'actual plaça de la Gardunya. El seu claustre gòtic es troba al col·legi de Sant Miquel dels pares missioners de la congregació de Nostra Senyora del Sagrat Cor, als carrers del Rosselló i de Muntaner. També en resten diferents elements arquitectònics i escultòrics al Museu Santacana de Martorell.

## Història
El 1453, la dama Rafaela Pagès de Sarrià, de retorn d'un viatge de peregrinació a Jerusalem i a Roma, va obtenir del papa Nicolau V una butlla autoritzant la fundació d'un monestir de monges franciscanes terciàries.
Aquestes van aconseguir del bisbe i dels canonges de Santa Anna la cessió de la casa d'en Porta, que el 1432 havien deixat les dominiques de Montsió, posant-la sota l'advocació de Santa Maria de Jerusalem, en record del viatge a Terra Santa de la fundadora. El 1462 rebé l'aprovació definitiva del papa Pius II.
Amb l'ajut de Joana Enríquez, muller de Joan II es va signar un contracte per la construcció de l'església amb el mestre de cases Bartomeu Mas. El 1468 es va contractar amb el mateix arquitecte el claustre, en la construcció del qual és molt probable que també participés Bernat Nadal i que devia ser acabat a finals de segle. El 1484, amb l'ajut de la infanta Joana d'Aragó, van fundar una nova casa a Saragossa. A finals del segle xv, la comunitat desitjava entrar a l'orde de Santa Clara, i el 1494, van aconseguir la incorporació de quatre monges clarisses del convent de la Trinitat de València, una de les quals, Aldonça de Corella, fou la primera abadessa.
La comunitat va créixer amb rapidesa, el que aviat li permeté fundar el monestir de Santa Llúcia de Càller. El 1570 s'hi va incorporar la comunitat de Santa Clara de Vilafranca, i el 1576 també van participar en el repoblament del monestir de Santa Clara de Lleida. Durant el segle xviii, el monestir va patir una llarga època de decadència, i va acollir monges d'altres comunitats, com les de Girona i les de Castelló d'Empúries, el que va significar una certa revifalla.
Durant la Guerra del Francès, el monestir fou saquejat el 1809 i el 1814, i les monges el van haver d'abandonar per uns mesos. Durant l'epidèmia de febre groga de 1821, en van morir onze monges.

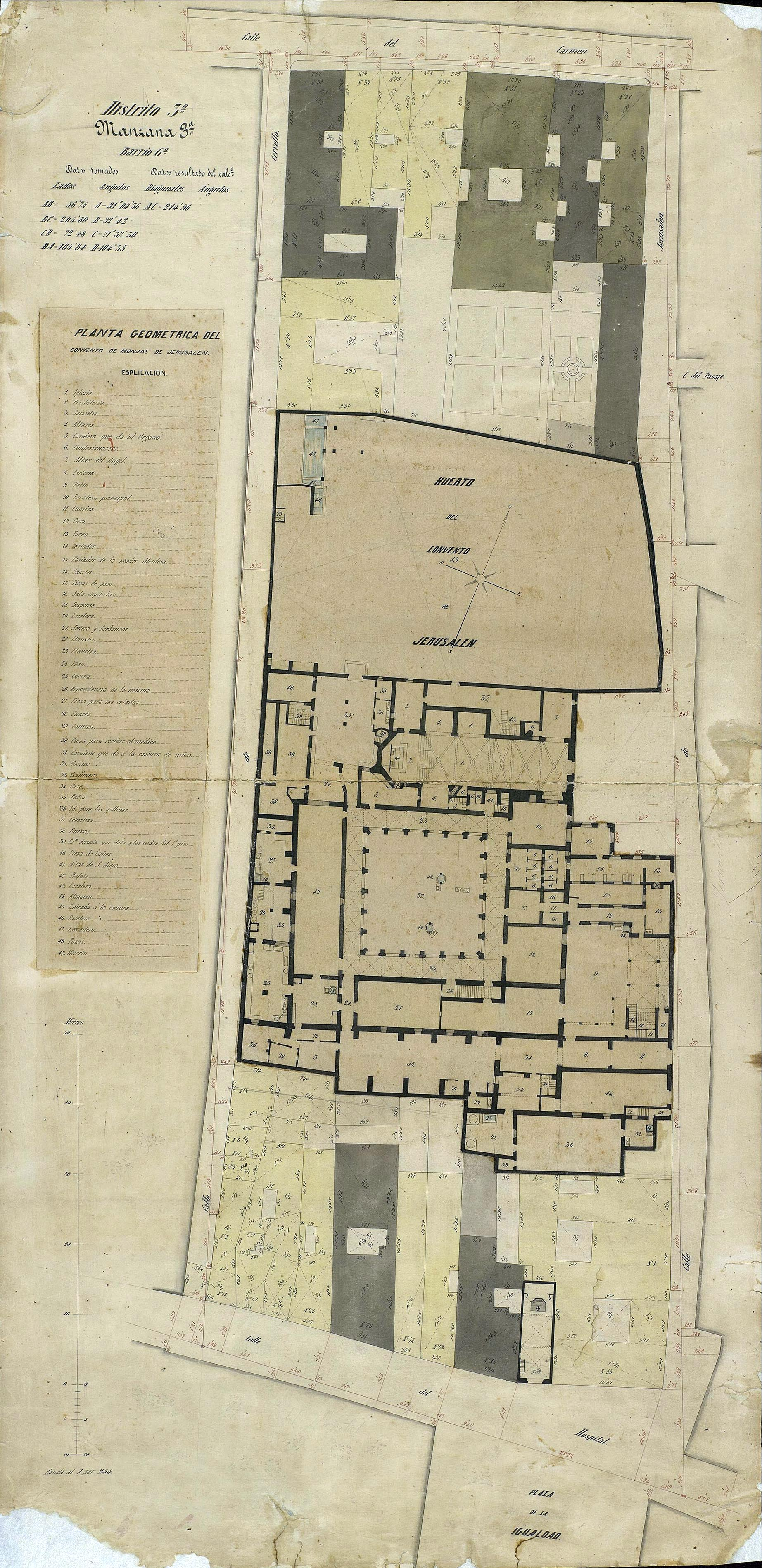
Quarteró núm. 57 de Garriga i Roca (c. 1860)

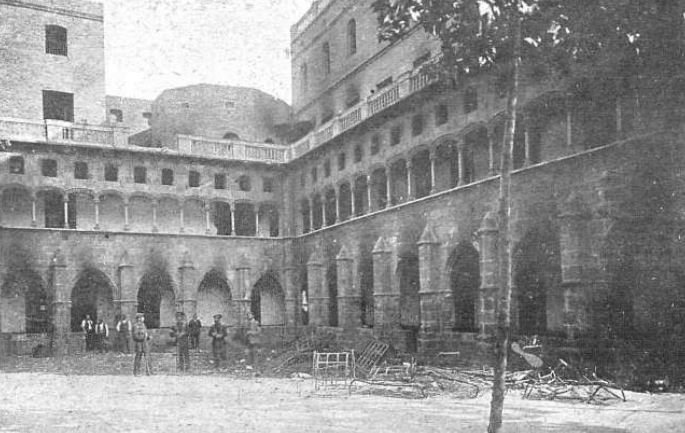
El claustre incendiat durant la Setmana Tràgica (1909)

Amb l'exclaustració del 1835 (que es va allargar fins al 1845), les monges van haver de refugiar-se en cases particulars, mentre que el monestir servia de caserna. Arran de la Revolució de 1868, fou assaltat i enderrocat, salvant-se una part del claustre i alguns elements arquitectònics dispersos. Les monges es refugiaren a Pedralbes, des d'on van lluitar per a recuperar-ne la propietat, la qual cosa finalment van aconseguir el 1877, i seguidament van posar-lo a la venda. Posteriorment, s'hi va instal·lar l'anomenat mercat de Jerusalem com a ampliació del de Sant Josep (actualment de la Boqueria).

## Descripció
Una intervenció arqueològica a la plaça de la Gardunya va permetre la identificació de les restes de l'antic monestir: l'entrada des del carrer de Jerusalem, el galliner, un safareig amb un pou de brocal circular, un dipòsit rectangular per al rentat, un magatzem amb les restes de les bases de tres pilars i un dipòsit quadrat a l'extrem oest amb els accessos tapiats, una sala de distribució amb accés a una latrina (de la que es conservava la fossa sèptica) i a un gran pati obert, una altra latrina que abocaria a la mateixa fossa sèptica, una petita habitació per a la visita del metge i dos dipòsits soterrats que semblaven haver estat usats per al treball artesà de la calç. Aquest pati es trobava delimitat per dos grans murs de carreus de pedres amb contraforts a la part interna, dels quals el del sud encara es conservava en alçat i fou reaprofitat per les construccions actuals.
A l'oest del gran pati i separat d'aquest per un mur amb una banqueta correguda adossada, s'exhumà un porxo pavimentat amb petites habitacions delimitades per envans i amb un pou o dipòsit soterrat amb la boca de pedra treballada per a encaixar una tapadora al nivell de circulació. Els materials eren els tradicionals a Catalunya a les edats mitjana i moderna: paviments de rajoles ceràmiques de diferents tipus (rectangulars i quadrades) i disposicions (de caixó, a trencajunt, a la mescla) i, de vegades, amb empedrats. La tècnica constructiva per excel·lència era l'obra de maçoneria, sempre lligada amb morter de calç, predominant les pedres per a la construcció de murs i pous i els maons per a dipòsits i envans.

### Claustre
A causa de les reformes urbanes realitzades al llarg del segle xix a la Barcelona antiga, alguns edificis van ser desmuntats del seu emplaçament original i tornats a muntar en un nou emplaçament, intentant no variar-ne gaire el disseny original. Aquests trasllats van realitzar-se gràcies als esforços de les diferents comissions provincials i de les institucions dedicades a la protecció i salvaguarda del patrimoni arquitectònic. Alguns exemples són el pati de la Casa Gralla, la porta de l'església de Sant Miquel o els monestirs de Santa Maria de Jonqueres i de Santa Maria de Montsió. També és el cas del claustre de Santa Maria de Jerusalem, que el 1885 va ser traslladat a la seva localització actual.
Catalogat com a bé cultural d'interès local, de l'obra original només se'n conserven les arcuacions, ja que els forjats, la coberta i els murs interiors es realitzaren durant l'adaptació al nou edifici. Té forma d'«U» i dos pisos. L'inferior es configura com una galeria d'arcs apuntats motllurats i en bocell entre contraforts; aquests són de secció quadrada i es desenvolupen només a l'alçada de la planta baixa, tot rematant-se amb un coronament piramidal. Cada arc imposta en unes peces que a mena de capitell presenten una variada decoració escultòrica de temàtica religiosa. El superior es configura com una galeria correguda d'arcs escarsers, amb la rosca de l'arc motllurada en bocell que imposten a sobre d'unes esveltes i petites columnes que es rematen amb capitell de decoració vegetal. Als angles on es produeix la unió entre les pandes, es desenvolupa una mena de contrafort que es remata a la zona de sota coberta amb unes gàrgoles figuratives que representen animals.